# Блэкберри (Миннесота)
Блэкберри (англ. Blackberry) — тауншип в округе Айтаска, Миннесота, США. На 2010 год его население составило 880 человек. Название произошло от озера Блэкберри и одноименного ручья.

## География
По данным Бюро переписи населения США площадь тауншипа составляет 93,5 км², из которых 90,9 км² занимает суша, а 2,7 км² — вода (2,85 %). Через тауншип протекает река Миссисипи.
Через тауншип проходит скоростная автомагистраль  US 2.

## Население
В 2010 году на территории тауншипа проживало 880 человек (из них 50,8 % мужчин и 49,2 % женщин), насчитывалось 326 домашних хозяйств и 257 семей. На территории города было расположено 368 построек со средней плотностью 4,0 построек на один квадратный километр суши. Расовый состав: белые — 96,8 %, коренные американцы — 0,7 %.
Население города по возрастному диапазону по данным переписи 2010 года распределилось следующим образом: 29,2 % — жители младше 21 года, 58,1 % — от 21 до 65 лет и 12,7 % — в возрасте 65 лет и старше. Средний возраст населения — 41,6 лет. На каждые 100 женщин в Блэкберри приходилось 103,2 мужчин, при этом на 100 совершеннолетних женщин приходилось уже 108,9 мужчин сопоставимого возраста.
Из 326 домашних хозяйств 78,8 % представляли собой семьи: 69,9 % совместно проживающих супружеских пар (23,9 % с детьми младше 18 лет); 5,8 % — женщины, проживающие без мужей, 3,1 % — мужчины, проживающие без жён. 21,2 % не имели семьи. В среднем домашнее хозяйство ведут 2,70 человека, а средний размер семьи — 3,00 человека. В одиночестве проживали 17,5 % населения, 8,3 % составляли одинокие пожилые люди (старше 65 лет).
В 2014 году из 634 человек старше 16 лет имели работу 398. В 2014 году медианный доход на семью оценивался в 65 938 $, на домашнее хозяйство — в 58 000 $. Доход на душу населения — 25 005 $ в год.